# Souren Arakelov
Souren Iourievitch Arakelov (en russe : Сурен Юрьевич Аракелов), né le 16 octobre 1947 à Kharkiv (actuelle Ukraine), est un mathématicien soviétique puis russe d'ascendance arménienne. Il est connu pour ses travaux en géométrie algébrique arithmétique et le développement de la théorie qui porte son nom.

## Biographie
Arakelov a étudié les mathématiques à l'université d'État de Moscou de 1965 à 1971. Il a soutenu une thèse en 1974 à l'Institut Steklov, sous la direction d'Igor Chafarevitch, puis il est devenu chercheur en mathématiques, à l'Université d'État du pétrole et du gaz de Moscou. Il a été conférencier invité au Congrès international des mathématiciens de 1974 à Vancouver. Souffrant de schizophrénie, il a dû cesser ses travaux scientifiques en 1979. Il vit à Moscou (2014), avec son épouse et deux enfants.

## Théorie d'Arakelov
La théorie d'Arakelov donne un cadre géométrique à l'étude des équations diophantiennes en dimensions supérieures. La géométrie d'Arakelov étudie un schéma X sur l'anneau ℤ des entiers en munissant de métriques hermitiennes (en) les fibrés vectoriels holomorphes sur X(ℂ) (les points complexes de X). Cette structure hermitienne additionnelle est un substitut qui compense le fait que Spec(ℤ) n'est pas une variété complète.
Cette théorie a été utilisée par Paul Vojta pour donner une nouvelle preuve du théorème de Faltings (ex-conjecture de Mordell) et par Gerd Faltings pour démontrer la généralisation par Lang de cette conjecture de Mordell.

## Sélection de publications
- (en) Suren Arakelov, « Families of algebraic curves with fixed degeneracies », Izvestiya: Mathematics, vol. 5,‎ 1971, p. 1277-1302 (DOI 10.1070/IM1971v005n06ABEH001235).
- (en) Suren Arakelov, « Intersection theory of divisors on an arithmetic surface », Izvestiya: Mathematics, vol. 8,‎ 1974, p. 1167-1180 (DOI 10.1070/IM1974v008n06ABEH002141).